# Iván Garcés
Iván Juan Garcés (ur. 24 maja 1966) – ekwadorski zapaśnik walczący w obu stylach. Olimpijczyk z Los Angeles 1984, gdzie odpadł w eliminacjach turnieju w kategorii 52 kg w obu stylach wagowych.
Wygrał igrzyska Ameryki Południowej w 1982 i 1986. Brązowy medalista igrzysk boliwaryjskich w 1985 roku.